# Омон, Мишель
Мише́ль Омо́н (фр. Michel Aumont; 15 октября 1936, Париж — 28 августа 2019) — французский актёр театра и кино. Трёхкратный номинант на премию «Сезар».

## Биография
Родился 15 октября 1936 года в Париже.
Учился в Парижской консерватории драматического искусства.
С середины 70-х годов стал одним из ведущих комедийных актёров французского кино, несмотря на то что исполнял главным образом роли второго плана.
Тридцать лет проработал на сцене Комеди Франсез.

## Фильмография
- 1973 — Скупой / L’Avare — Арпагон (ТВ)
- 1974 — Нада / Nada — Гомон
- 1974 — Пощёчина / La Gifle — Шарвен
- 1975 — Не упускай из виду / La Course à l'échalote — комиссар Брюне
- 1976 — Месье Клейн / Monsieur Klein — чиновник префектуры
- 1976 — Игрушка / Le Jouet — директор магазина
- 1977 — Полуденный раздел / Partage de midi (ТВ)
- 1977 — Испорченные дети / Des enfants gates
- 1977 — Смерть негодяя / Mort d’un pourri — комиссар Моро
- 1979 — Удар головой / Coup de tête — Бертран
- 1979 — Глупый, но дисциплинированный / Bête mais discipliné
- 1979 — Смелей бежим / Courage fuyons — Фрэнки
- 1979 — Женщины у моря (сериал) / Les Dames de la cote
- 1981 — Те, кого мы не имели / Celles qu’on n’a pas eues
- 1982 — Необходимая самооборона / Legitime Violence
- 1982 — Моцарт / Mozart (ТВ)
- 1983 — Папаши / Les Compères — Поль Мартин
- 1984 — Воскресенье за городом / Un dimanche à la campagne — Гонзак
- 1984 — Диагональ слона / La Diagonale du fou
- 1985 — Свадьба века / Le Mariage du siecle
- 1985 — Одна женщина или две / Une Femme ou Deux
- 1986 — Лето тридцать шестого[фр.] / L'Été 36 — Анри (ТВ)
- 1990 — Экспресс Альберто / Alberto Express
- 1990 — Откройте, полиция! 2 / Ripoux contre ripoux — Блоре
- 1996 — Безрассудный Бомарше / Beaumarchais, l’insolent
- 1998 — Граф Монте-Кристо / Le Comte de Monte-Cristo
- 1998 — Один шанс на двоих / Une chance sur deux — Ледуайен
- 2001 — Хамелеон / Le Placard — Белон
- 2003 — Невезучие / Tais-toi
- 2004 — Проигравший получает всё / Qui perd gagne!
- 2006 — Дублёр / La Doublure — врач
- 2006 — Рене Буске, или большие приготовления / René Bousquet ou le Grand Arrangement
- 2006 — Детский секрет / L’enfant du secret —  аббат де Лэпе (ТВ)
- 2008 — Зануда / L’Emmerdeur
- 2009 — Однажды в Версале / Bancs publics (Versailles rive droite)
- 2009 — Мёртвая королева / La reine morte — Король Ферранте
- 2012 — Париж-Манхэттен / Paris Manhattan — отец
- 2013 — Убийство в трёх действиях / Meurtre en trois actes — Франсис

## Признание
Великий офицер ордена «За заслуги».